# 담쟁이덩굴
담쟁이덩굴(학명 : Parthenocissus tricuspidata)은 포도과에 속하는 덩굴성 갈잎나무이다.
가지는 길쭉하고 잎과 마주나며 덩굴손의 빨판을 이용하여 바위나 나무 등을 기어올라간다. 잎은 끝이 3~5개로 단엽이나 어린 가지에는 3소엽 또는 2소엽으로 된 복엽도 섞여 있다. 꽃은 엷은 녹색으로, 초여름에 취산꽃차례를 이루면서 잎겨드랑이에 달린다. 열매는 지름 6mm 가량의 액과로 가을에 자주색을 띠면서 익는다. 주로 바위 밑이나 벼랑에서 자라며, 돌담에 많이 심어져 있는데, 한국 각지에 분포하고 있다.

## 사진

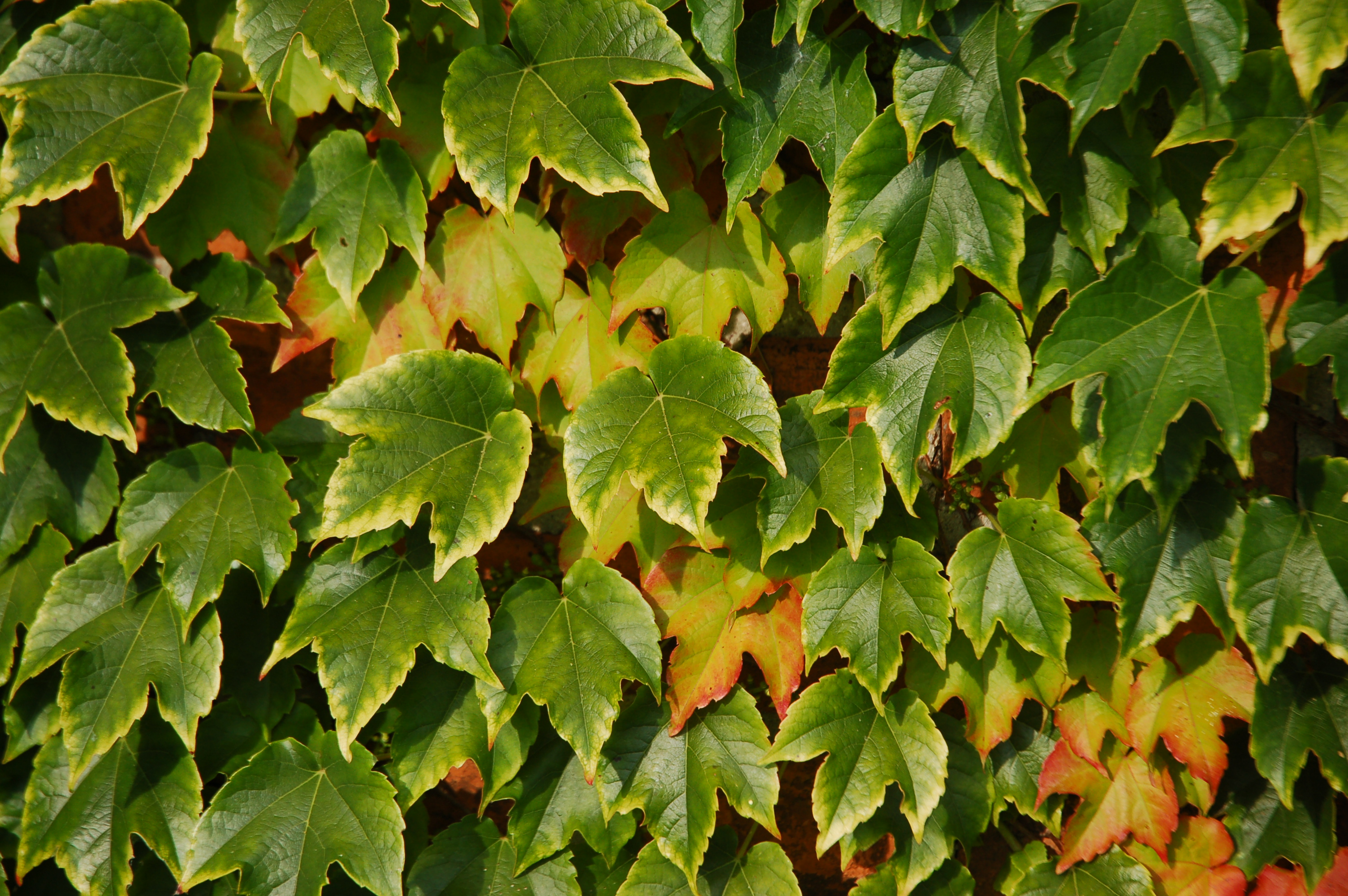
담쟁이 잎
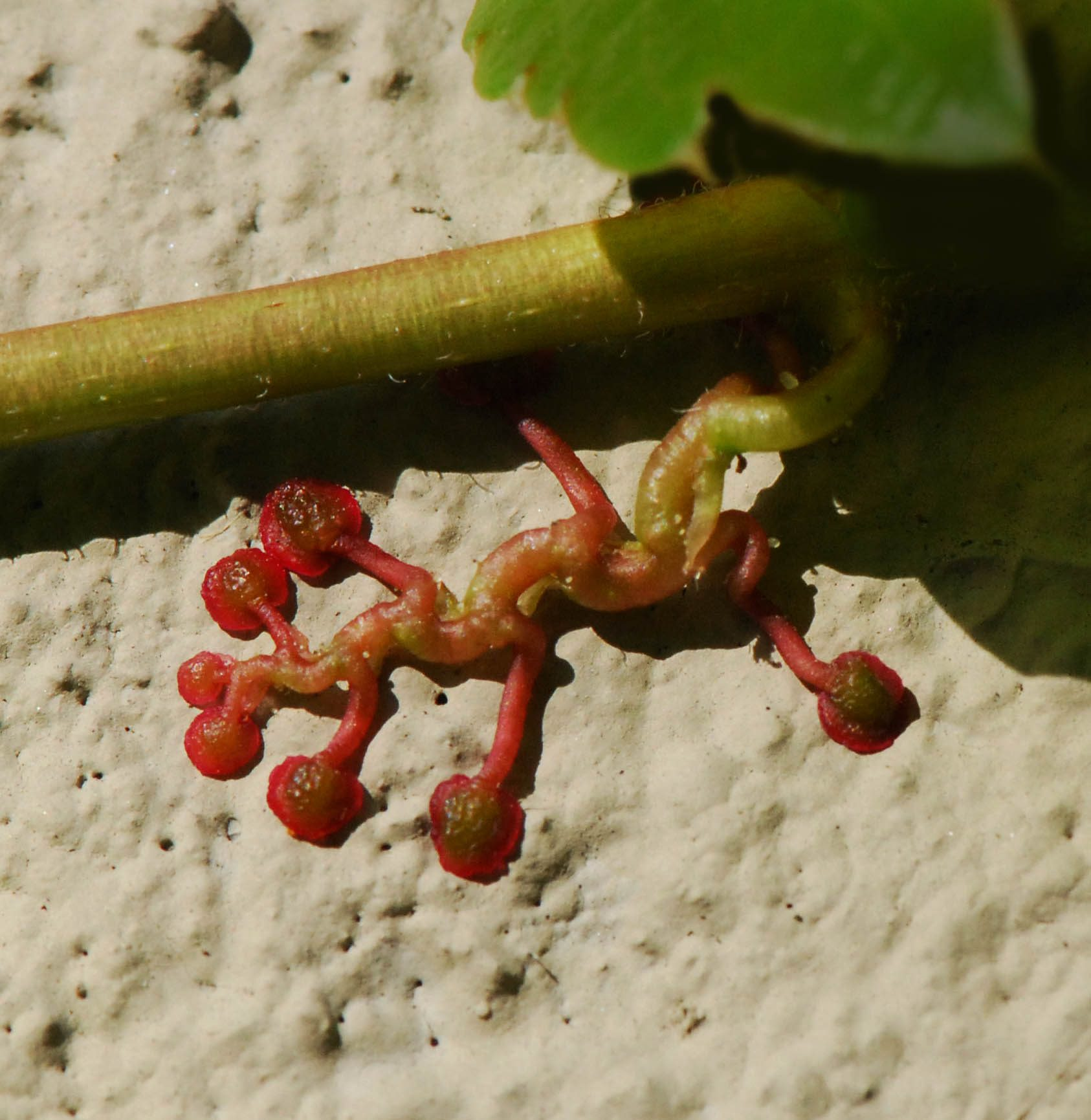
덩굴손
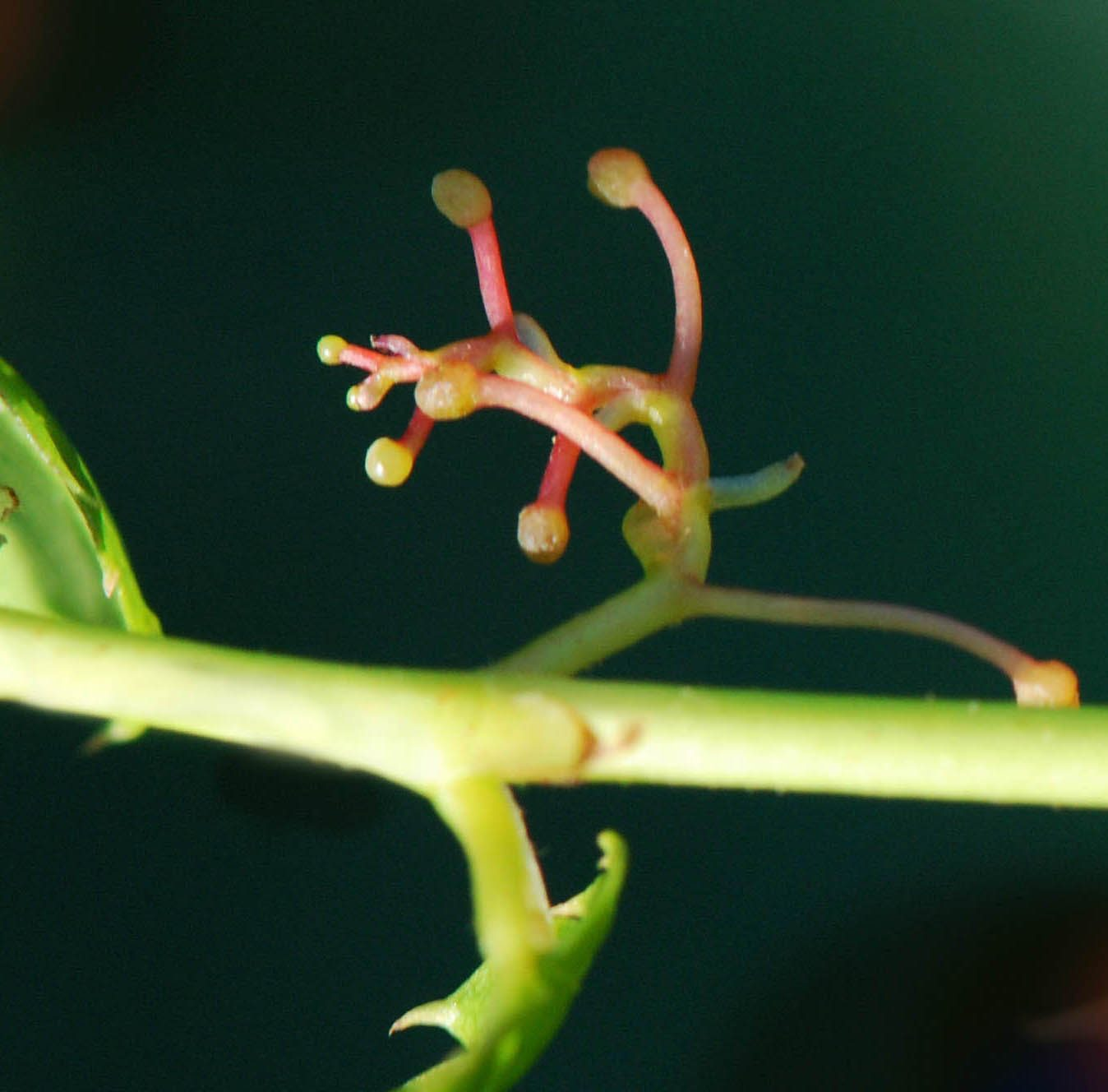
덩굴손
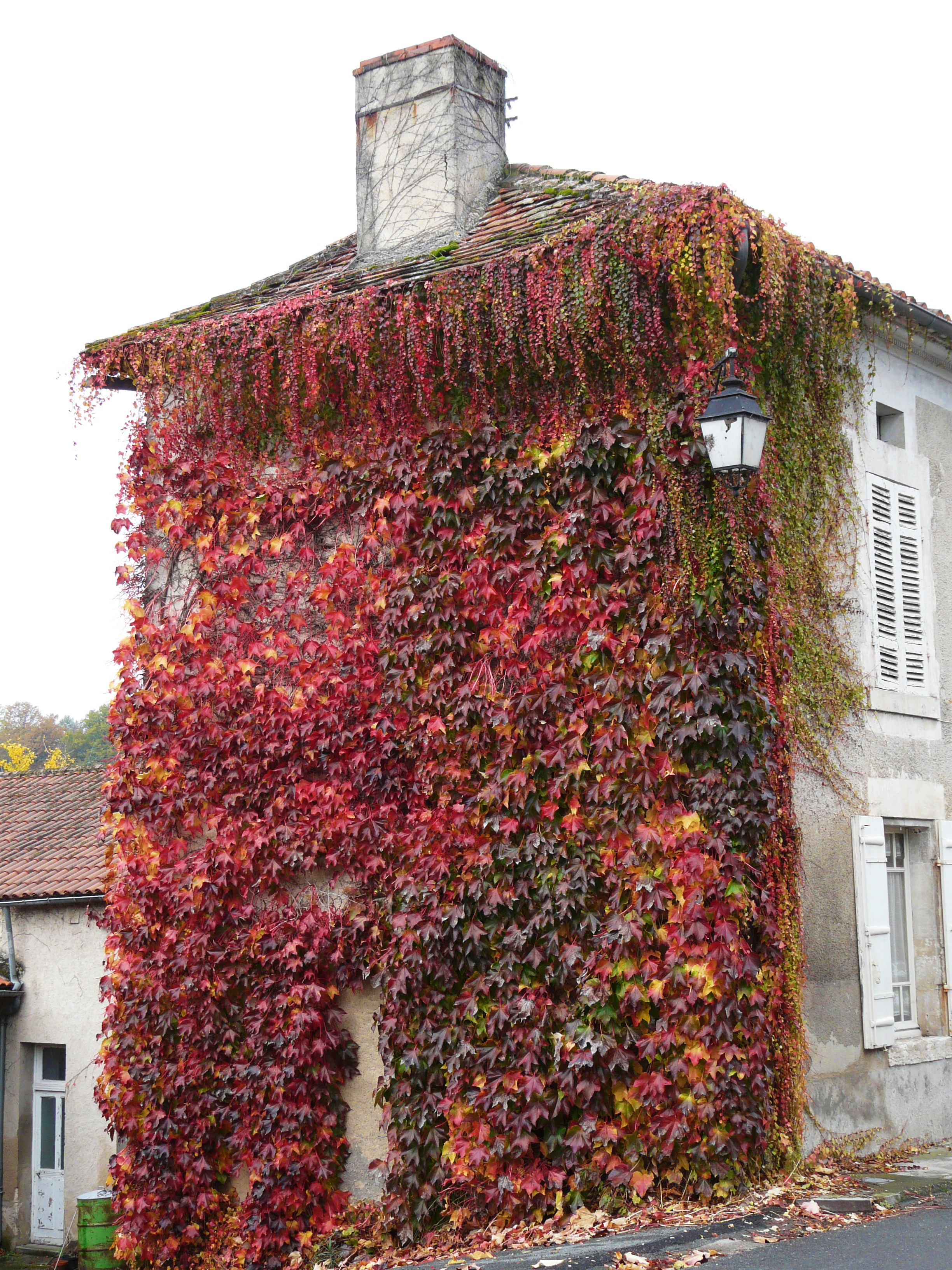
벽면을 뒤덮은 담쟁이덩굴
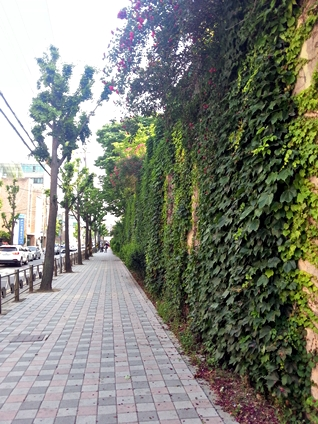
옹벽을 뒤덮은 담쟁이덩굴

## 같이 보기
- 양담쟁이

## 참고 문헌
- 이 문서에는 다음커뮤니케이션(현 카카오)에서 GFDL 또는 CC-SA 라이선스로 배포한 글로벌 세계대백과사전의 내용을 기초로 작성된 글이 포함되어 있습니다.